# Közönséges pálmasodró
A közönséges (avagy maláji) pálmasodró (Paradoxurus hermaphroditus) a cibetmacskafélék családjába, a pálmasodróformák alcsaládjába tartozó ragadozó emlős.

## Megjelenése

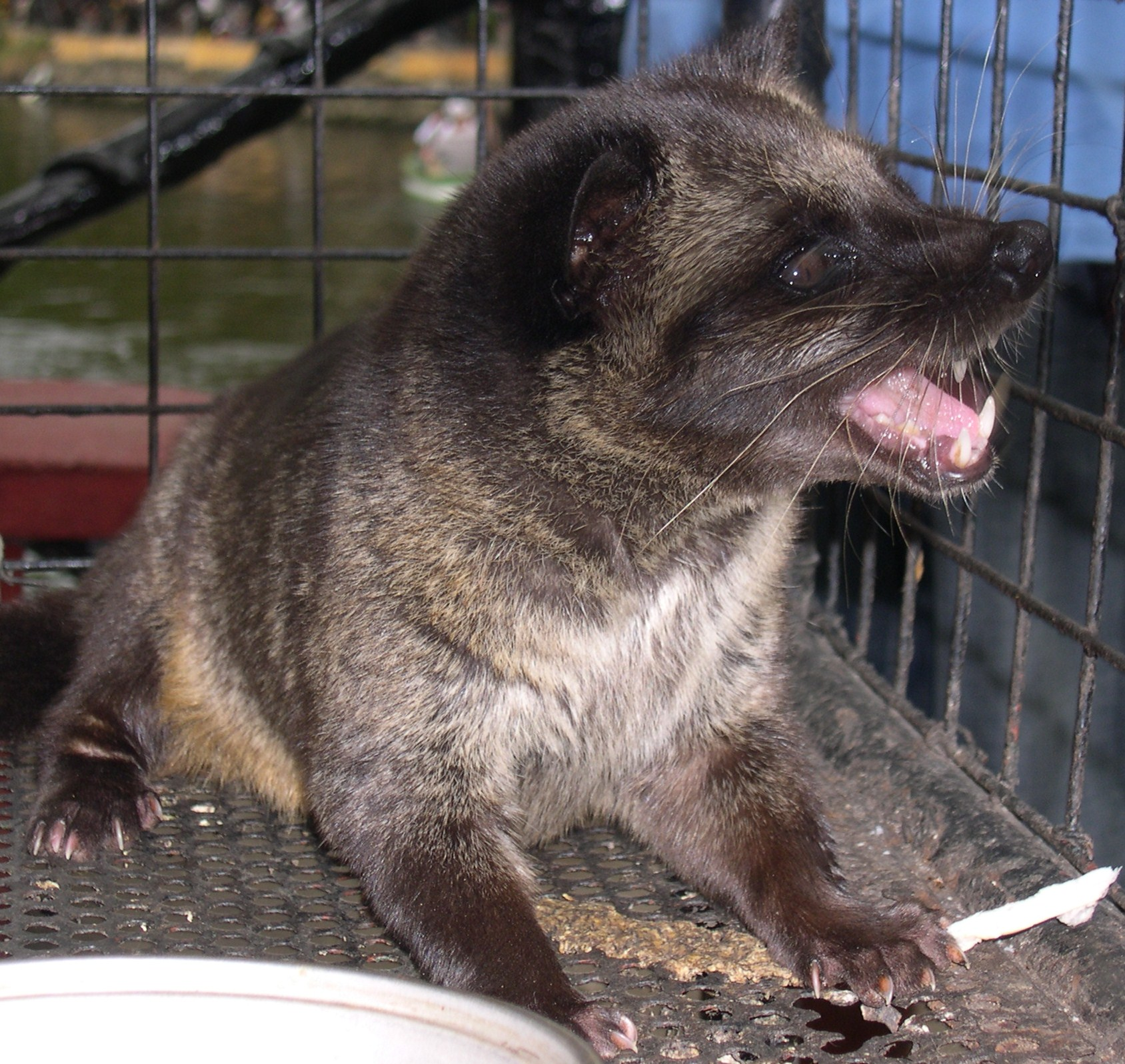
A közönséges pálmasodró Fülöp-szigeteki alfaja (Paradoxurus hermaphroditus philippensis)

Testhossza 43–71 cm, farka 41–66 cm; tömege 2–5 kg. Bundáját elmosódott, hosszanti csíkokból, illetve foltokból álló mintázat tarkítja. Pofája sötét, és ugyanilyen sötét a farka is.

## Elterjedése, élőhelye
Jóformán egész Dél- és Délkelet-Ázsiában előfordul, Észak-Indiától és Srí Lankától, Dél-Kínán, Hajnan szigetén és a Hátsó-indiai félszigeten át egészen a Szunda-szigetekig (Szumátra, Jáva, Borneó), valamint Palawan szigetéig, mely a Fülöp-szigetek tagja. Elterjedési területén belül több kisebb szigetre feltehetően csak betelepítették.
Eredetileg a sűrű erdőket kedveli, de újabban a lakott települések környékén is gyakori. Területe szűkülése miatt nagyvárosok központjában is látták, ahol egereket és patkányokat zsákmányol.

## Alfajai
- Paradoxurus hermaphroditus balicus
- Paradoxurus hermaphroditus bondar
- Paradoxurus hermaphroditus canescens
- Paradoxurus hermaphroditus canus
- Paradoxurus hermaphroditus cochinensis
- Paradoxurus hermaphroditus dongfangensis
- Paradoxurus hermaphroditus enganus
- Paradoxurus hermaphroditus exitus
- Paradoxurus hermaphroditus hermaphroditus
- Paradoxurus hermaphroditus javanica
- Paradoxurus hermaphroditus kangeanus
- Paradoxurus hermaphroditus laotum
- Paradoxurus hermaphroditus lignicolor
- Paradoxurus hermaphroditus milleri
- Paradoxurus hermaphroditus minor
- Paradoxurus hermaphroditus musanga
- Paradoxurus hermaphroditus nictitans
- Paradoxurus hermaphroditus pallasii
- Paradoxurus hermaphroditus pallens
- Paradoxurus hermaphroditus parvus
- Paradoxurus hermaphroditus philippinensis
- Paradoxurus hermaphroditus pugnax
- Paradoxurus hermaphroditus pulcher
- Paradoxurus hermaphroditus sacer
- Paradoxurus hermaphroditus scindiae
- Paradoxurus hermaphroditus senex
- Paradoxurus hermaphroditus setosus
- Paradoxurus hermaphroditus simplex
- Paradoxurus hermaphroditus sumbanus
- Paradoxurus hermaphroditus vellerosus

## Életmódja
Magányosan élő, éjjel aktív állat. A nappalt fák odvában vagy egy vastagabb ágon elnyújtózva tölti. Táplálékának legnagyobb része növényi eredetű, de ha teheti, szívesen fogyaszt kisemlősöket, rovarokat, puhatestűeket. Leginkább az édes gyümölcsöket kedveli, és ezért olykor megdézsmálja az ültetvényeket is. Pálmaültetvényeken a gyűjtőedényből kiissza a megcsapolt levet, ami a pálmabor készítésének alapja.
Vemhességének ideje még nem ismert pontosan. Ellésenként egy–hat utódot hoz világra (legtöbbször hármat). A fiatalok 11–12 hónapos korukban válnak ivaréretté. Mintegy 15 évig élnek, a dokumentált rekord 22 év.
A közönséges pálmasodró illatmirigyei kellemetlen szagú váladékot termelnek, és az állatok még fokozzák is jellegzetes erős szagukat. Több állatkertben is megfigyelték, hogy a közönséges pálmasodrók a takarmányként kapott egereket, patkányokat magukhoz dörgölik, és ezzel mintegy magukra kenik zsákmányállataik szagát.

## A Kopi Luwak kávé

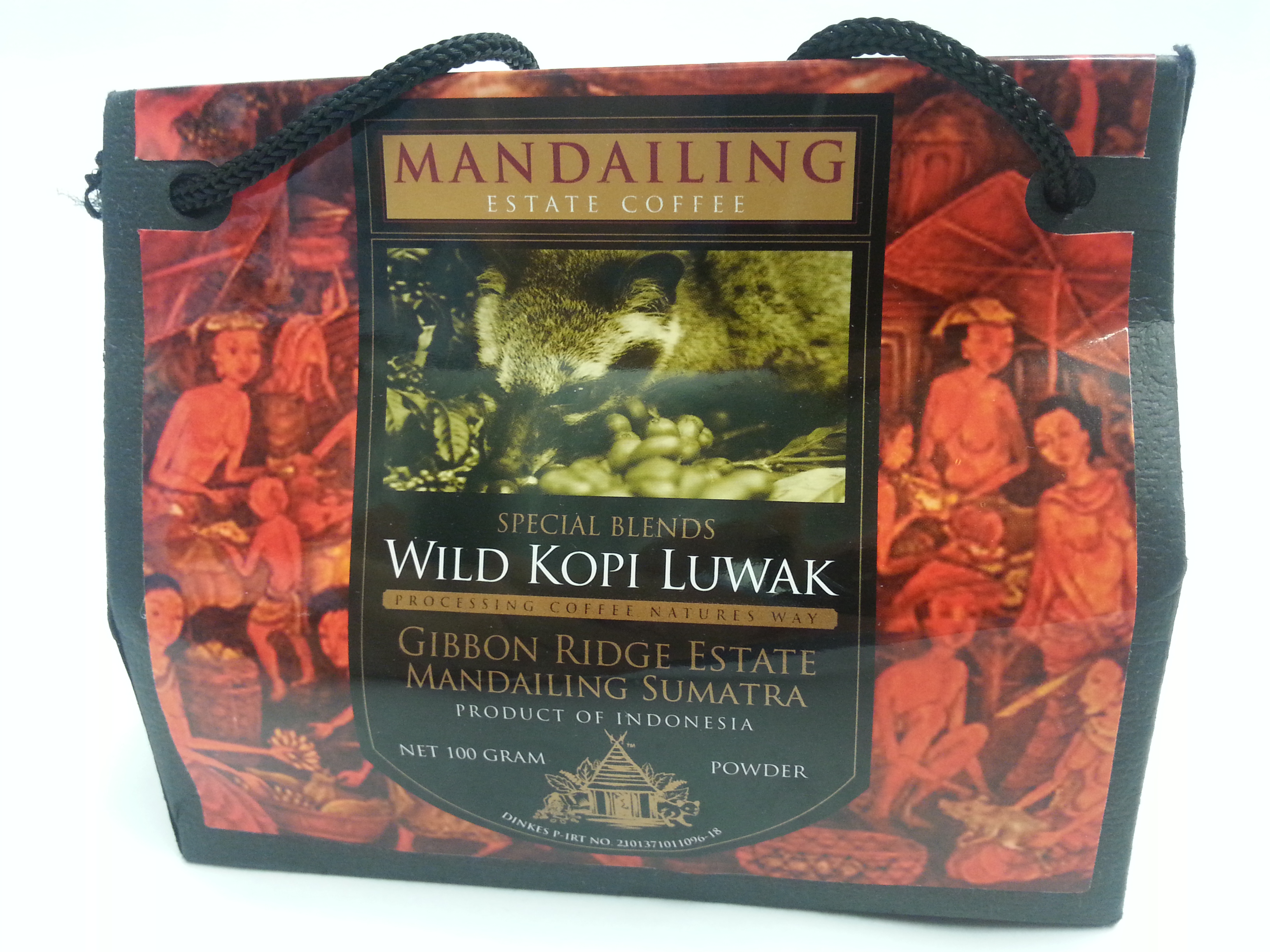
100g-os őrölt Kopi Luwak kávé csomagolása

A világ egyik legdrágább és legegzotikusabb kávéja a Nagy-Szunda szigetekről származik. Furcsa történetét már a neve is jelzi: a Kopi indonéz nyelven kávét jelent, a Luwak pedig a közönséges pálmasodró neve.
A pálmasodró nyersen fogyasztja el a kávébabot, amikor az még vörös színű. Csak a puha héját emészti meg, a többi áthalad bélrendszerén, majd az állat kiüríti. A különleges kávészemeket kereső dolgozók kézzel válogatják ki az aranyat érő végterméket az ürülékből (amit előbb persze meg is kell találni).
A Kopi Luwak rajongói szerint ez a nem túl szalonképes, ám annál természetesebb gyártási folyamat adja a kávé különleges zamatát. Egy kiló ebből az indonéz csodából 1320 dollárba kerül, és ahol lefőzve kaphatunk ilyen különlegességet, ott egy csésze Kopi Luwak ára minimum 50 dollár.